# Ron Hutchinson
Pour les articles homonymes, voir Hutchinson.
Ron Hutchinson, né à Lisburn en Irlande du Nord, est un scénariste et dramaturge britannique.

## Biographie
Élevé à Coventry en Angleterre, Ron Hutchinson a écrit des pièces de théâtre aussi bien que des scénarios pour le cinéma et la télévision.

## Filmographie
- 1989 : Dead Man Out
- 1989 : Wiesenthal
- 1989 : Témoin à tuer
- 1989 : Red King, White Knight
- 1991 : The Josephine Baker Story
- 1991 : Une affaire d'honneur
- 1992 : Blue Ice
- 1994 : The Burning Season
- 1994 : Les Révoltés d'Attica (Against the Wall) (TV)
- 1994 : Fatherland
- 1995 : Pilotes de choix
- 1995 : Slave of Dreams
- 1996 : L'Île du docteur Moreau
- 2004 : Traffic (série TV)
- 2006 : Les Dix commandements (TV)
- 2007 : Marco Polo (TV)
- 2008 : Coco Chanel (TV)
- 2010 : La Larme du diable (The Devil's Teardrop) (TV)